# Rimae Sirsalis
Rimae Sirsalis (aussi orthographié Rima Sirsalis) est un système de fractures lunaires. Sa localisation est 15°42′ sud et 61°42′ ouest.
Il est constitué d'une fissure principale longue de 330 km qui possède quelques branches secondaires. Vers le centre de cette fissure principale se situent les cratères de Sirsalis et Sirsalis A. Rimae Sirsalis semble avoir été formé par une remontée de magma. Celui-ci, aujourd'hui solidifié, pourrait être la source du fort champ magnétique mesuré dans la région.